# Burg Gerolstein
De Burg Gerolstein, ook Leeuwenburcht, Burg Gerhardstein of Junkernburg genoemd, is een kasteelruïne van een hoogteburcht nabij de stad Gerolstein in de Eifel.

## Geschiedenis
De Leeuwenburcht wordt voor de eerste maal genoemd in een oorkonde uit 1115, waarbij Gerhard von Blankenheim wordt genoemd als eigenaar. De toenmalige naam 'Garhardstein' is waarschijnlijk de naamgever van de stad 'Gerolstein'. Tussen de dertiende en vijftiende eeuw wordt de burcht meermaals uitgebouwd en versterkt.
In 1670 wordt de burcht zwaar beschadigd wanneer de bliksem inslaat in de kruittoren. In 1691 wordt de burcht belegerd en veroverd door Franse troepen om een maand later weer te worden heroverd. Sindsdien is het voormalige sterkte een ruïne die als steengroeve werd gebruikt. \